# Ras el Fortess
Ras el Fortess (àrab: رأس الفرطاس, Raʾs al-Furṭāṣ) és un cap de la costa nord de Tunísia, a la part nord-oest de la regió de Cap Bon, governació de Nabeul. A la rodalia, una mica al sud, té la ciutat turística de Korbous. A la seva part oriental el cap forma el port natural de Marsa El Omara.